# Överljudshastighet

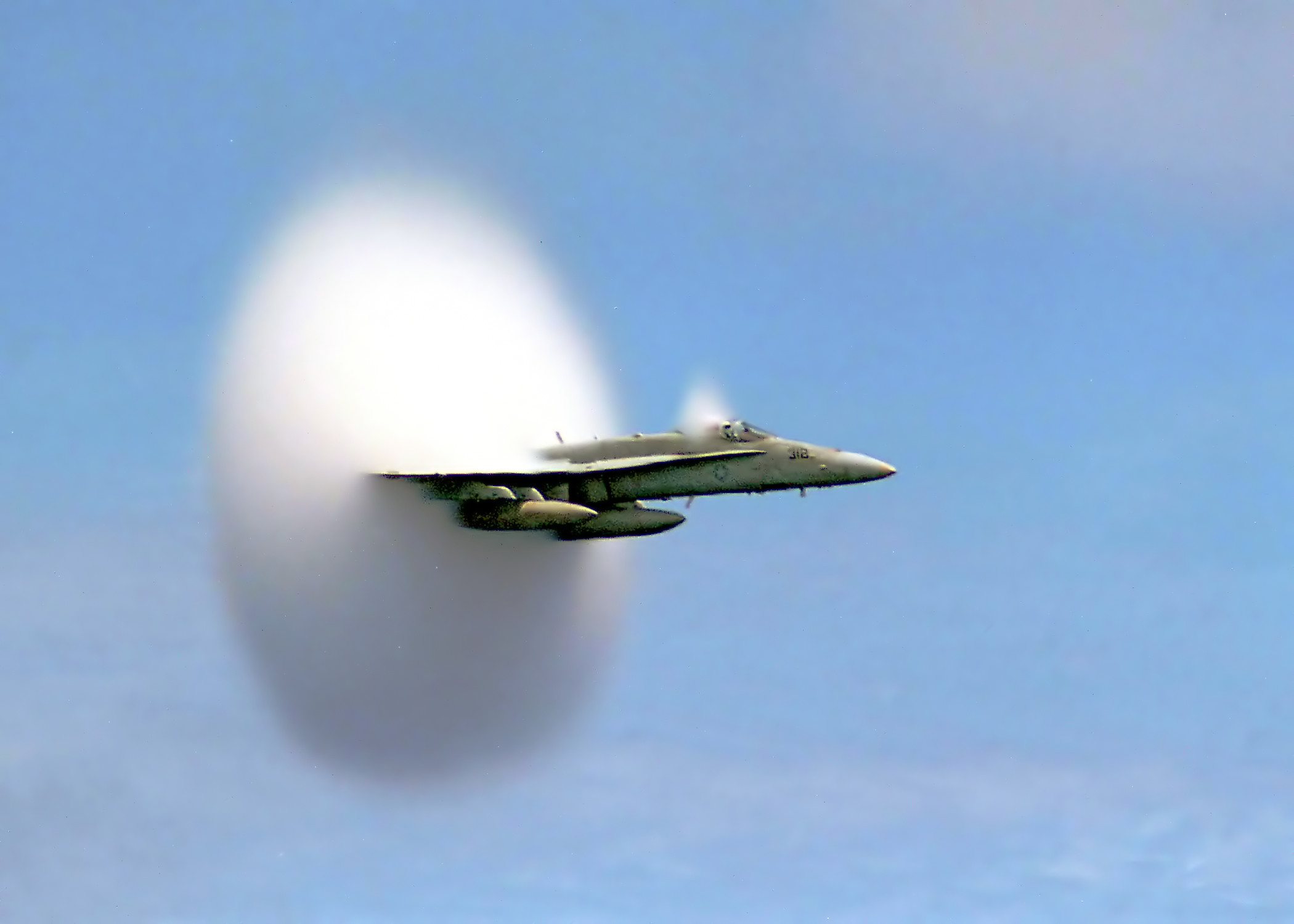
Ett jaktflygplan av typen F/A-18 Hornet bryter genom ljudvallen.

Överljudshastighet är alla hastigheter över ljudhastigheten, vilken är ungefär 331,5 m/sek eller 1235 km/h i luften över havsytan. Hastigheter som är större än 6 gånger ljudet kallas ibland hypersoniska.
Många moderna jaktplan kan färdas i överljudshastigheter. Concorde och Tupolev Tu-144 var överljudspassagerarflygplan, men Tu-144 togs ur bruk redan 1 juni 1978 på grund av hög bränsleförbrukning och Concorde stoppades 26 november 2003 efter en flygolycka. Sedan dess finns det inga överljudspassagerarflygplan kvar i tjänst. Några stora bombflygplan, till exempel Tupolev Tu-160 och Rockwell B-1 Lancer var också kapabla till överljudshastighet. Nästan alla militära missiler och raketer flyger i överljudshastigheter.